# Leo Wilden

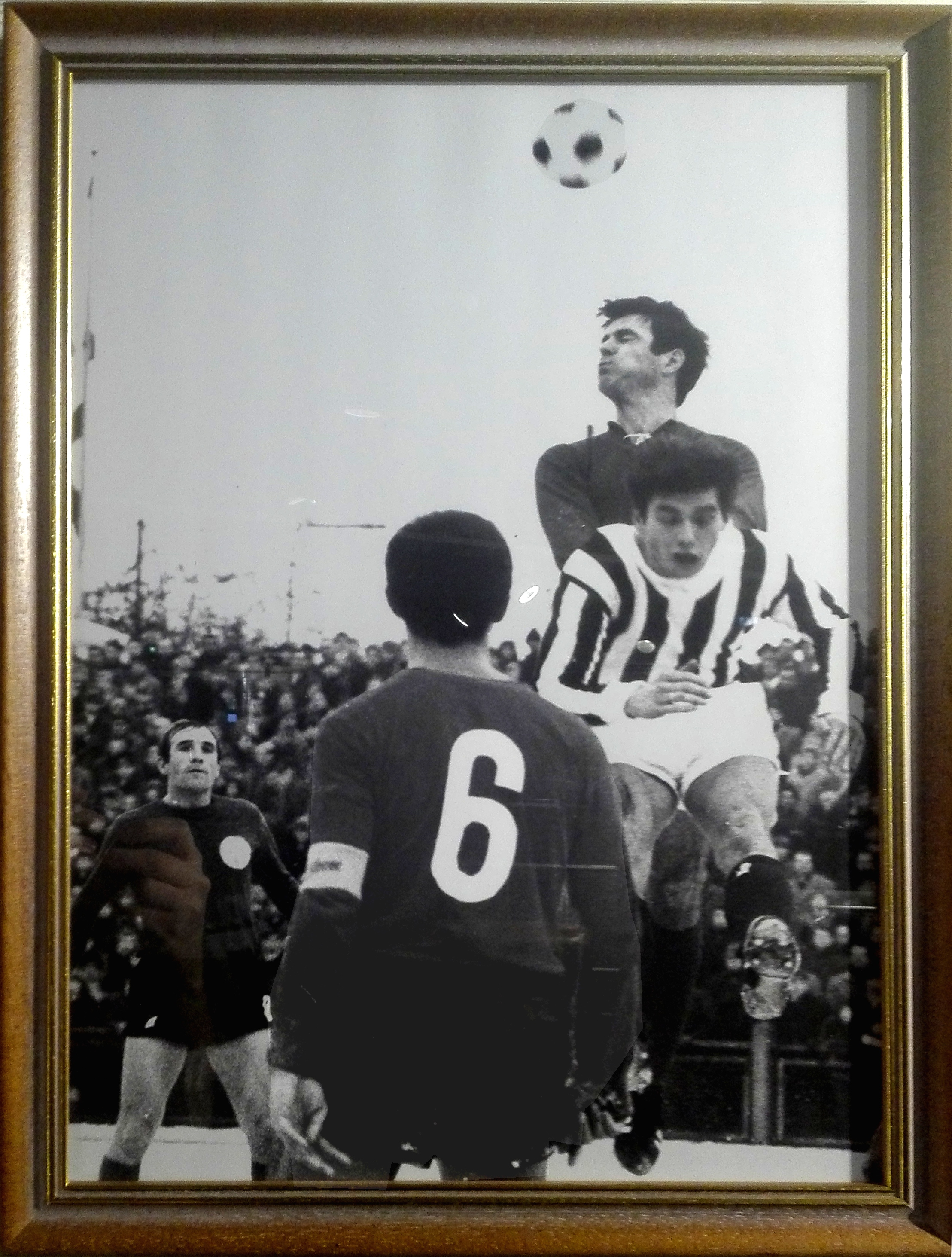
Leo Wilden als Spieler von Bayer 04

Leo Wilden (* 3. Juli 1936 in Köln; † 5. Mai 2022 ebenda) war ein deutscher Fußballspieler. Von 1958 bis 1966 spielte er beim 1. FC Köln, mit dem er 1962 und 1964 Deutscher Meister wurde, und beendete 1969 seine Laufbahn in der damals zweitklassigen Regionalliga bei Bayer 04 Leverkusen. Zwischen 1960 und 1964 spielte er 15 Mal für die Nationalmannschaft. Bei der Weltmeisterschaft 1962 war er im Aufgebot, kam aber nicht zum Einsatz.

## Sportliche Laufbahn

### Vereinskarriere
Leo Wilden war bis zur Saison 1957/58 Spieler des VfL Köln 1899 in der Verbandsliga Mittelrhein. Zur Runde 1958/59 erhielt er vom 1. FC Köln einen Vertrag – auch Karl-Heinz Schnellinger kam von Düren 99 nach Köln – und spielte von da an als Vertragsspieler in der Fußball-Oberliga West. Wilden debütierte am ersten Spieltag, dem 17. August 1958, beim 2:2-Heimremis gegen Borussia Mönchengladbach in der Oberliga. Gemeinsam mit Josef Röhrig und Günther Mühlenbock bildete er dabei die Läuferreihe der Mannschaft von Trainer Péter Szabó. In der Vorrunde kamen nur noch drei weitere Einsätze hinzu. Da er als Abwehrspieler aber in den letzten drei Oberligaspielen im April 1959 gegen Düsseldorf, Meiderich und Schalke an der Seite von Fritz Breuer und Mühlenbock überzeugte, wurde er in seiner ersten Endrunde um die deutsche Fußballmeisterschaft 1959/60 in den vier Spielen gegen Werder Bremen und Eintracht Frankfurt eingesetzt. Zur Vizemeisterschaft im Westen hatte er 1958/59 in sieben Spielen beigetragen und in der Endrunde hatte er vier Spiele absolviert. Der 1. FC Köln gewann von 1960 bis 1963 viermal in Folge die Westmeisterschaft. Leo Wilden – er gehörte jetzt der Stammelf an – war als Mittelläufer ein Garant der Abwehrleistung. Ihm wurden große Übersicht, ein hervorragendes Stellungsspiel, unerbittliches Zweikampfverhalten und die Ankurbelung der eigenen Offensive zugeschrieben. Nachdem Wilden mit den „Geißböcken“ in der Endrunde 1960 im Finale am Hamburger SV mit 2:3 Toren gescheitert war, gelang die deutsche Meisterschaft im Jahr der Fußballweltmeisterschaft 1962. In den drei erfolgreichen Gruppenspielen gegen Eintracht Frankfurt, Hamburger SV und den FK Pirmasens hatte er überzeugend deren Mittelstürmer Erwin Stein, Uwe Seeler und Klaus Matischak aus dem Spiel genommen. Im Finale am 12. Mai in Berlin vor 82.000 Zuschauern war auch Heinz Strehl vom 1. FC Nürnberg beim 4:0-Erfolg chancenlos gegen den Abwehrchef der Kölner.
Die Titelverteidigung glückte 1962/63 zwar in der West-Oberliga, im Finale um die deutsche Meisterschaft setzte sich aber der West-Vize Borussia Dortmund mit einem 3:1-Sieg gegen die Kölner durch. Von 1958 bis 1963 hatte Leo Wilden in der Oberliga West für Köln 119 Spiele absolviert und ein Tor erzielt. In den Endrunden um die deutsche Meisterschaft stand er von 1959 bis 1963 in 26 Spielen für Köln auf dem Platz. International hatte er mit der Kölner Stadtauswahl 1961 im Messecup debütiert und 1962 in den zwei Spielen im Europapokal der Landesmeister gegen den FC Dundee mitgewirkt. Leo Wilden erinnerte sich zur 1:8-Niederlage bei den Schotten:

„Wir liefen in blütenweißen Trikots auf, so nach dem Motto: ‚Wir sind das Real Madrid Deutschlands!‘, und dann haben wir acht Stück bekommen! Wir waren zu überheblich. Damals flog ein Späher ’rüber, beobachtete ein Spiel und kam zurück. Dem Tschik hat er dann gesagt: ‚Macht euch nicht verrückt, das ist keine Mannschaft.‘ Und was das für eine Mannschaft war! Die spielten wie eine Maschine.“

Als in der Saison 1963/64 die Fußball-Bundesliga den Spielbetrieb aufnahm, gehörte Wilden dem Spielerkreis an, der am 24. August 1963 die neue deutsche Eliteklasse zum Laufen brachte. Er absolvierte 29 Spiele im Debütjahr und holte sich mit dem 1. FC Köln souverän die erste Bundesligameisterschaft. Von 1963 bis 1966 kam er auf 63 Bundesligaspiele. Mit dem Einsatz am 12. Februar 1966 beim Auswärtsspiel gegen den FC Schalke 04 verabschiedete sich Leo Wilden aus der Bundesliga. Über den damaligen Trainer Georg Knöpfle berichtete Wilden:

„Der Knöpfle hatte auch seine Vorteile, aber er hatte so etwas Militärisches, als ob wir vor ihm stramm stehen müssten. Tschik Cajkovski dagegen war einer, wie wir Rheinländer ihn lieben, der konnte uns anfeuern und begeistern. Der kam vor dem Spiel an und sagte: ‚Hier Leo, du heute oben küssen, aber unten treten!‘ Das war kein Taktiker, aber der konnte uns motivieren! Mit der Art von Knöpfle dagegen hatten wir Rheinländer nichts zu tun. Der stand immer vor uns wie ein Feldwebel. Aber wenn man sich dagegen wehrte, war das natürlich kritisch. Ich kam einfach mit ihm nicht zurecht.“

Von 1963 bis 1966 bestritt er auch im Europacup 14 Spiele für seinen Verein.
Von 1966 bis 1969 spielte Leo Wilden noch drei Runden in der Fußball-Regionalliga West bei Bayer 04 Leverkusen und beendete 1969 nach 95 Regionalligaeinsätzen mit drei Toren seine Spielerlaufbahn. 1968 gewann Wilden mit der „Werkself“ die Westmeisterschaft und qualifizierte sich damit zur Aufstiegsrunde für die Bundesliga. In der Aufstiegsrunde belegte Bayer 04 den zweiten Platz hinter den Kickers Offenbach. Er trainierte später unter anderem den Pulheimer SC sowie SC West Köln.

### Auswahleinsätze
In der Fußballnationalmannschaft debütierte Wilden am 23. März 1960 in Stuttgart beim Länderspiel gegen Chile, als er für Spielführer Herbert Erhardt eingewechselt wurde. In den zwei entscheidenden WM-Qualifikationsspielen gegen Nordirland – zwei Siege mit 4:3 und 2:1 Toren für die deutsche Mannschaft – hatte er die Mittelläuferposition inne. Unter Bundestrainer Sepp Herberger gehörte er zwar dem Weltmeisterschaftsaufgebot des DFB 1962 in Chile an, kam aber zu keinem Einsatz. In allen vier deutschen Spielen vertraute Herberger auf den Fürther Stopper Herbert Erhardt.
Mit seinem 15. Länderspieleinsatz am 29. April 1964 in Ludwigshafen gegen den Vizeweltmeister Tschechoslowakei verabschiedete sich Wilden aus der Nationalmannschaft. Bei der 3:4-Niederlage bildete er zusammen mit Torhüter Wolfgang Fahrian und den Abwehrkollegen Hans Nowak, Fritz Pott, Willi Schulz und Wolfgang Weber die deutsche Defensive. Am 10. März 1965 dirigierte Wilden beim 1:1-Remis gegen die Niederlande die deutsche B-Nationalmannschaft in Hannover.

### Erfolge
- 1962, 1964: Deutscher Meister
- 1960, 1963: Deutscher Vizemeister
- 1960, 1961, 1962, 1963: Westdeutscher Meister
- Meister der Regionalliga-West und Teilnahme an der Aufstiegsrunde zur Bundesliga 1968

## Weiterer Werdegang
Beruflich betrieb Leo Wilden in Köln mehrere Toto-Lotto-Tabakwarenläden und stand dem Verein Zeit seines Lebens sehr nahe. Er wurde auf dem Kölner Nordfriedhof beerdigt.